# خط تاتنهام کورنر
خط تاتنهام کورنر (به انگلیسی: Tattenham Corner Line) یکی از خطوط راه‌آهن در کشور انگلستان است.
این خط از شهر لندن شروع شده و در شهر تاتنهام کورنر به پایان می‌رسد.